# Gegroefde haarwaterroofkever
De gegroefde haarwaterroofkever (Acilius sulcatus) is een kever uit de familie van de waterroofkevers (Dytiscidae).

## Beschrijving
De waterkever wordt ongeveer 16 tot 18 millimeter lang, en is een uitstekende zwemmer; het hele lichaam is hierop aangepast. Het lichaam is breed, ovaal en sterk afgeplat, de dekschilden zijn glad. Het grote, sterk afgeplatte en peddel-achtige achterste potenpaar dient om te zwemmen, deze zijn donkerder tot zwart van kleur.
De rest van het lichaam is grotendeels geel, op de dekschilden kleuren de vele zwarte spikkeltjes de rug donkerder. Op de kop zijn zwarte strepen aanwezig die een gele V-vormige markering veroorzaken, de randen van het halsschild hebben aan de voor- en achterzijde een brede zwarte dwarsband.
Mannetjes zijn van vrouwtjes te onderscheiden door de vele minuscule zuignapjes aan de voorpoten waarmee het vrouwtje wordt vastgepakt tijdens de paring. De dekschilden van het vrouwtje hebben vier brede en kortbehaarde lengtegroeven, hier is de naam aan te danken maar de groeven ontbreken bij de mannetjes. Er zijn meerdere sterk gelijkende soorten die moeilijk te onderscheiden zijn, de wat kleinere soort Acilius canaliculatus is bijvoorbeeld te onderscheiden aan de gele kleur achterdijen. De soort is vanwege de geringere lengte niet moeilijk van de bekendere geelgerande waterroofkever te onderscheiden, die minstens 27 millimeter lang is.

## Algemeen
De gegroefde haarwaterroofkever leeft in stilstaand tot langzaamstromend water van kleine waterdiertjes die worden leeggezogen. De kever kan als het moet goed vliegen om een andere poel op te zoeken. Ook de eitjes worden op het land afgezet en vastgeplakt aan takken op de oever. De larven leven op de bodem van het water en jagen op kleine kreeftachtigen als watervlooien. De larve is worm-achtig maar heeft duidelijk zichtbare, sterk behaarde poten, en een opvallende smalle 'nek', dit is eigenlijk het borststuk. De larve verpopt in een holletje op het land.

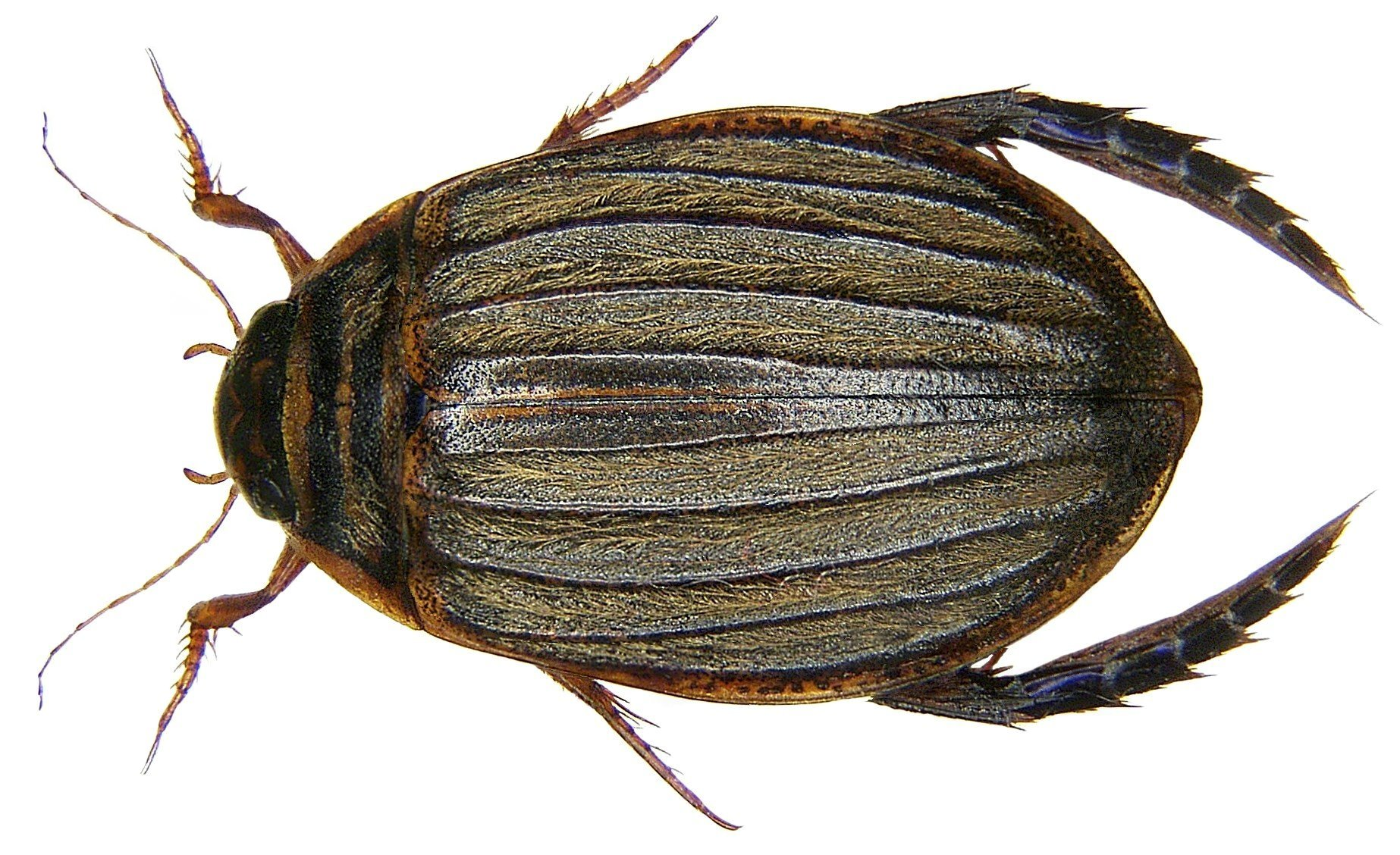
Vrouwtje
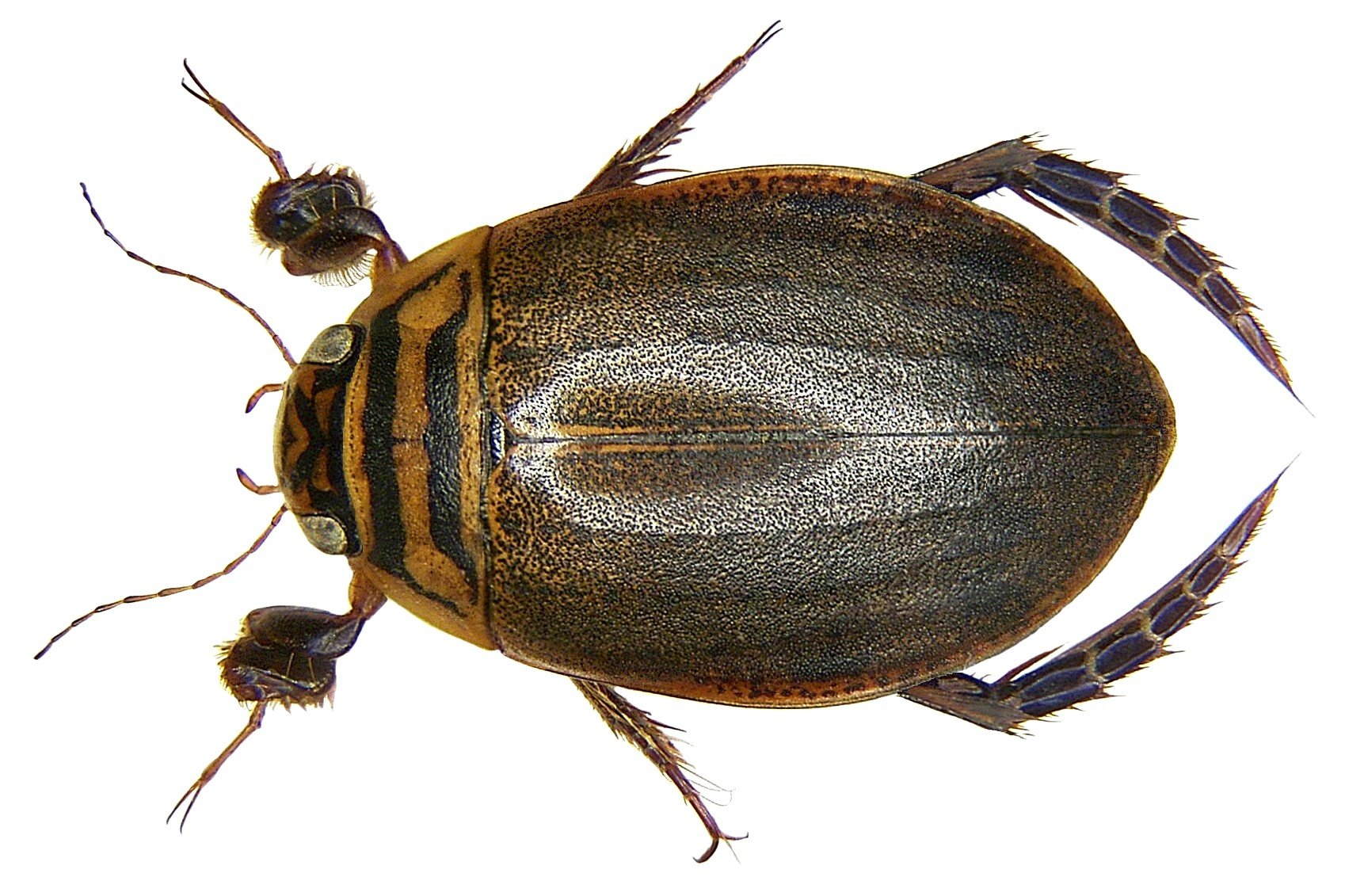
Mannetje
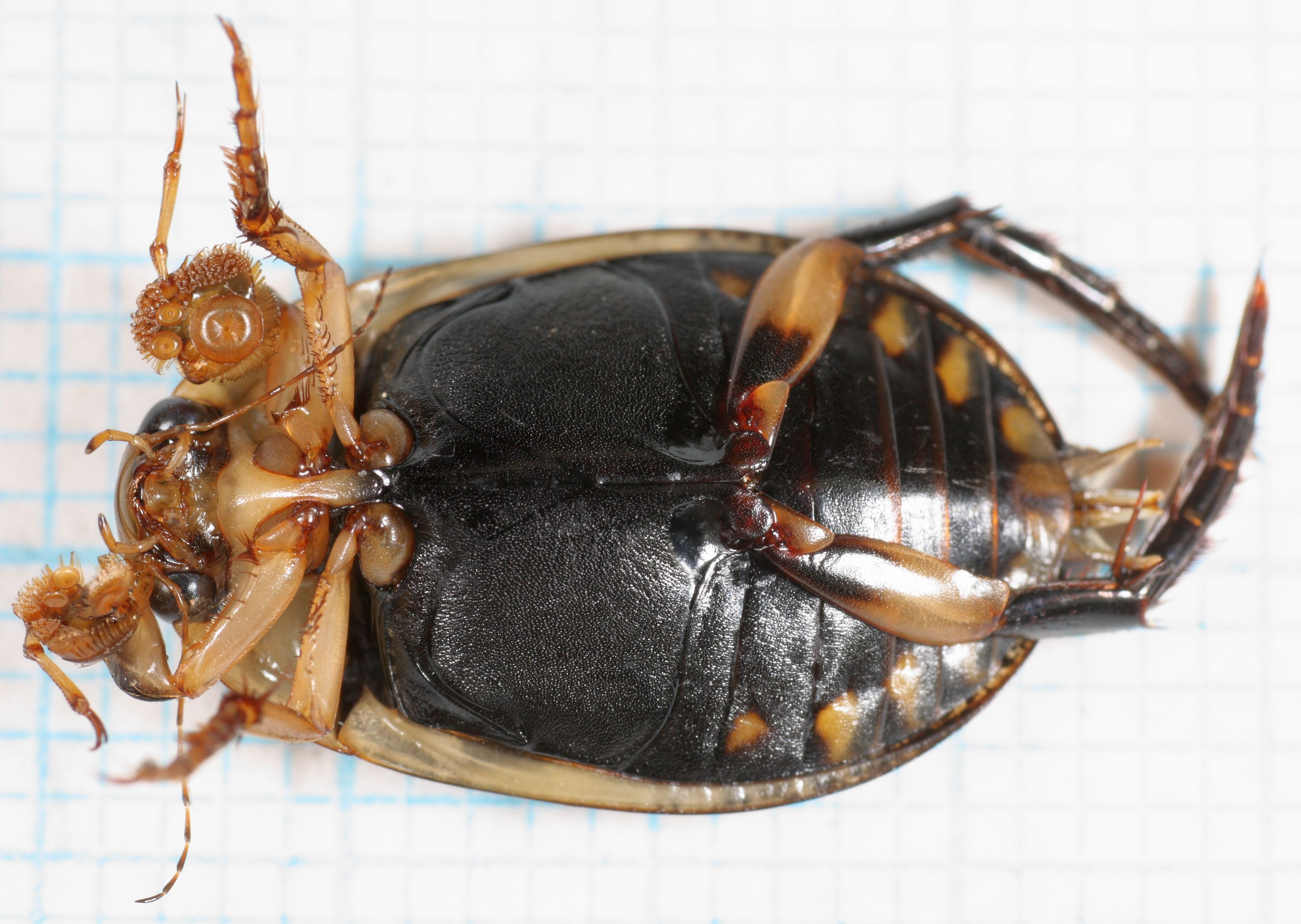
Het mannetje heeft voorpoten met zuignappen
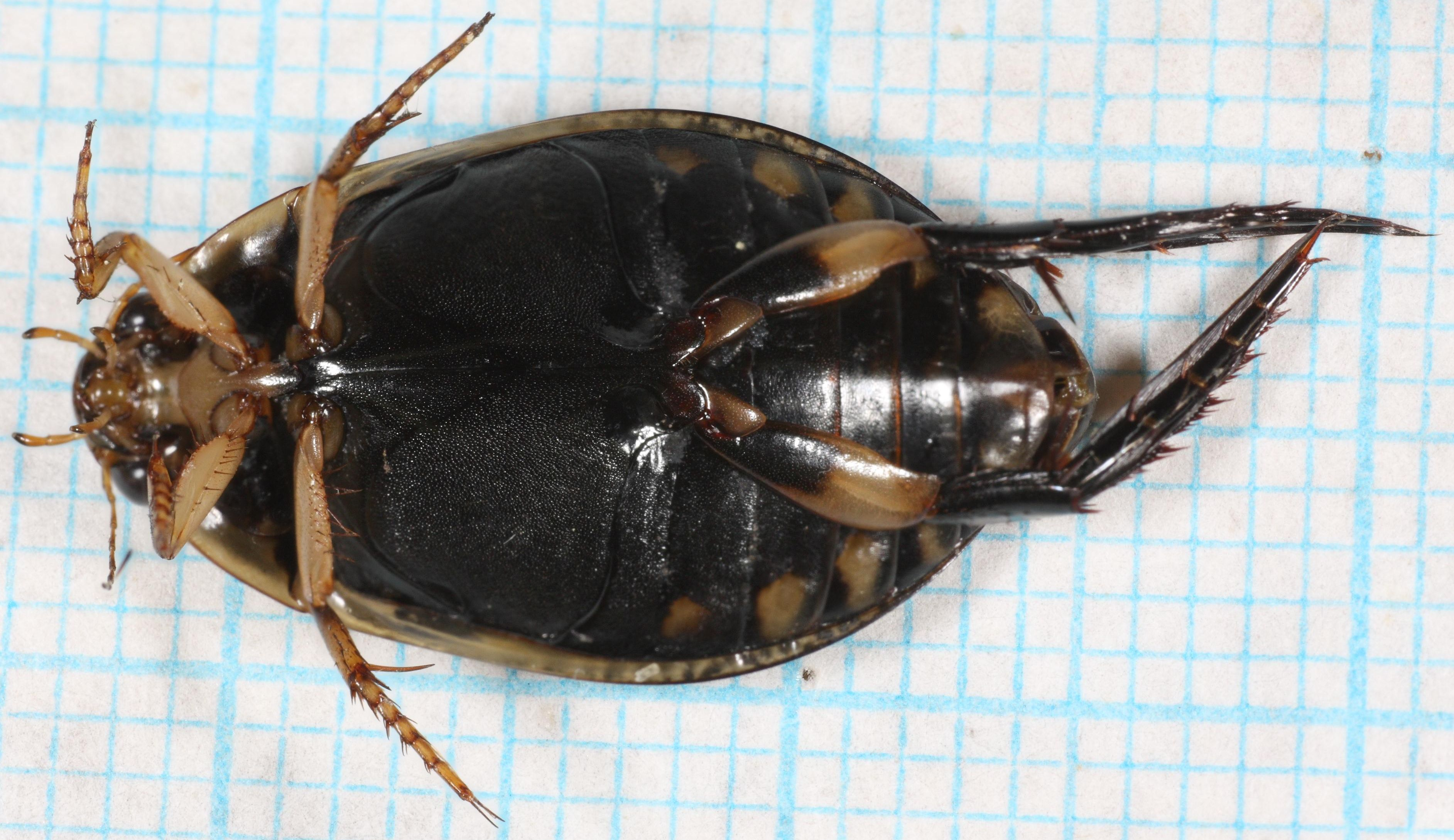
Vrouwtje
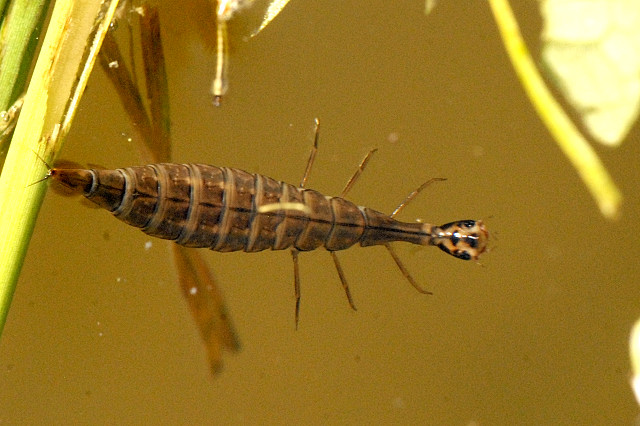
Larve